# Demyan Bednyy
Die Demyan Bednyy (russisch Демьян Бедный, dt. Transkription: Demjan Bedny) ist ein Flusskreuzfahrtschiff, das im Jahre 1986 von der Österreichischen Schiffswerften AG Linz in Korneuburg/Österreich gebaut und an die Lena-Flussreederei (russisch Ленское речное пароходство) in Ostsibirien ausgeliefert wurde, wobei allein die Überführungsfahrt zwei Jahre dauerte. Es gehört zur Sergey-Yesenin-Klasse (Projekt Q-065). Das Schiff wurde nach dem sowjetischen Dichter Demjan Bedny benannt und wird auf der Kreuzfahrt-Strecke Jakutsk–Tiksi und auf kurzen Fahrten zum Wunder der Natur nach Lenskije Stolby (russisch Ленские Столбы) eingesetzt. Die Taufpatin der Demyan Bednyy war Elly Haiden.

## Schwesterschiffe der Baureihe Q-065
- Aleksandr Blok (rus. Александр Блок, dt. Alexander Blok)
- Mikhail Svetlov (rus. Михаил Светлов, dt. Michail Swetlow)
- Sergey Yesenin (rus. Сергей Есенин, dt. Sergei Jessenin)
- Valeriy Bryusov (rus. Валерий Брюсов, dt. Waleri Brjussow)

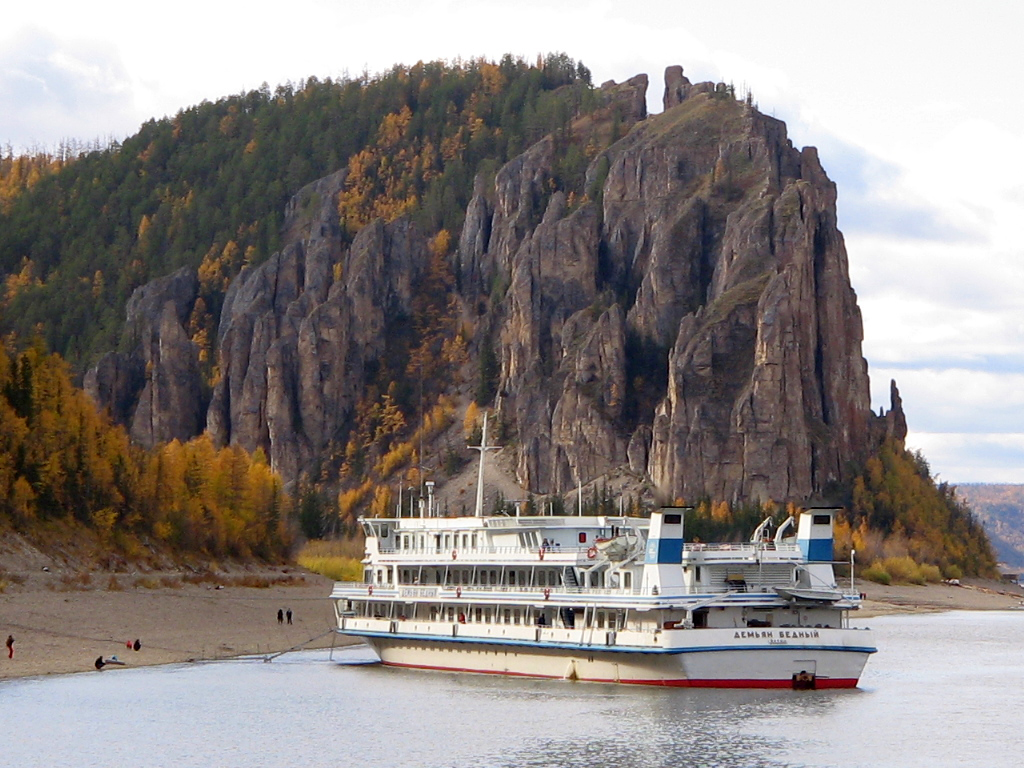
Anlegestelle „Lenskije Stolby“